# Mesopolobus xanthocerus
Mesopolobus xanthocerus är en stekelart som först beskrevs av Thomson 1878.  Mesopolobus xanthocerus ingår i släktet Mesopolobus och familjen puppglanssteklar. Enligt den finländska rödlistan är arten nära hotad i Finland. Arten är reproducerande i Sverige. Artens livsmiljö är lundskogar. Inga underarter finns listade i Catalogue of Life.